# Ci sei Dio? Sono io, Margaret (romanzo)
Ci sei Dio? Sono io, Margaret (Are You There God? It's Me, Margaret.) è un romanzo per ragazzi della scrittrice statunitense Judy Blume, pubblicato nel 1970. Incentrato su una ragazza undicenne alle prese con le difficoltà adolescenziali e religiose, al momento della sua uscita ebbe un grande successo per l'accurata rappresentazione di una bambina che affronta le ansie della prima adolescenza. Ha vinto numerosi riconoscimenti, pur essendo anche stato contestato per gli argomenti sessuali e religiosi trattati.
Nel 2023 ne è stato tratto un film omonimo con Abby Ryder Fortson, Rachel McAdams e Kathy Bates.

## Trama
Margaret Simon è una bambina di undici anni residente a New York, che deve trasferirsi nella periferia del New Jersey con la famiglia. Ha un rapporto particolare con la religione, avendo la madre cristiana e il padre ebreo ma essendo cresciuta senza affiliazione a nessuna delle due fedi. Spesso parla in modo colloquiale con Dio.
La sua estraneità con la religione mette a disagio Margaret, quindi, per un compito scolastico, si mette a studiare le varie credenze nella speranza di trovare quella "giusta"; inizia anche a frequentare diversi luoghi di culto per approfondire le pratiche religiose. Sua nonna materna paterna ebrea, Sylvia Simon, l'accompagna alle funzioni di Rosh Hashanah, desiderando che Margaret diventi ebrea.
Nel New Jersey, Margaret fa amicizia con la sua vicina Nancy e con le amiche di quest'ultima, Gretchen e Janie. Nancy è molto sicura di sé e sembra essere precoce su argomenti come sesso e baci. Le bambine fondano un club segreto per preadolescenti in cui discutono di ragazzi, reggiseni e mestruazioni. Attendono con ansia il loro primo ciclo, acquistano assorbenti e praticano esercizi per aumentare le dimensioni del loro seno. Le ragazze si divertono a sparlare di Laura Danker, una loro compagna di classe che è già sviluppata fisicamente, accusandola di promiscuità. Nel frattempo, Margaret si infatua di Philip Leroy, un popolare compagno di classe, e riesce a baciarlo durante un gioco a una festa.
A Gretchen vengono le prime mestruazioni, e anche Nancy afferma di averle avute durante una vacanza, il che fa sì che Margaret si preoccupi di essere anormale. Margaret si sente in colpa nello scoprire che Laura è una fervente cattolica e che è ferita dalle voci su di lei. Margaret scopre che Nancy ha mentito riguardo al primo ciclo quando le vengono le prime mestruazioni mentre sono insieme a un ristorante.
La famiglia di Margaret progetta di trascorrere le vacanze di primavera con Sylvia in Florida ma, il giorno prima delle vacanze, arrivano Mary e Paul, i nonni materni della ragazza; si sono separati dalla madre di Margaret da quattordici anni perché, essendo cristiani conservatori, disapprovavano il suo matrimonio interreligioso. I genitori di Margaret decidono di annullare la vacanza in Florida, sconvolgendo la bambina, che cerca comunque di essere gentile con i nonni. In famiglia scoppia un'accesa discussione dovuta alla religione e Margaret dichiara con rabbia di non avere bisogno della religione o di un Dio.
Margaret smette di parlare con Dio e, al momento di consegnare il progetto scolastico, non ha ancora chiarito la sua identità religiosa, ma si sente meglio con sé stessa e con la sua mancata affiliazione. L'ultimo giorno di scuola, ha le sue prime mestruazioni e riprende il suo rapporto con Dio.

## Scrittura
Blume ha affermato che, nonostante la storia non sia autobiografica, ha una forte connessione con il personaggio di Margaret, che assomiglia molto sia fisicamente che emotivamente a quanto aveva undici anni. Pur avendo una famiglia molto diversa da quella di Margaret, anche Blume ritiene che, durante la crescita, avesse un rapporto "molto personale" con Dio, che aveva poco a che fare la religione organizzata.
Blume ha apportato una modifica post-pubblicazione alle edizioni successive del libro per riflettere i cambiamenti nei prodotti mestruali.

## Premi e onorificenze
Nel 1970, il New York Times lo ha selezionato come il libro migliore dell'anno.
Nel 2010, Time ha incluso Ci sei Dio? Sono io, Margaret nella sua lista dei 100 romanzi di tutti i tempi in lingua inglese dal 1923. La rivista ha scritto: "Blume ha trasformato milioni di preadolescenti in lettori. Lo ha fatto ponendo le domande giuste ed evitando risposte scontate e facili".
Scholastic ha selezionato il romanzo per i suoi "100 migliori libri per bambini/100 libri da leggere assolutamente".

## Censure negli Stati Uniti
A partire dagli anni '70, Ci sei Dio? Sono io, Margaret è stato spesso contestato a causa del suo schietto discorso sulle mestruazioni e della sua rappresentazione di una bambina a cui è permesso decidere da sola a quale religione preferirebbe aderire. La lista dei 100 libri più frequentemente contestati degli anni '90 dell'American Library Association (ALA) ha classificato il libro al sessantesimo posto. Negli Anni Duemila è sceso al 99º posto, mentre è stato rimosso dalla lista a partire dal 2010.

## Seguito
Dopo il successo ottenuto dal romanzo, Blume ha scritto un seguito, Then Again, Maybe I Won't , un romanzo che affronta temi simili dalla prospettiva di un ragazzo di dodici anni.

## Nella cultura popolare
Il libro è stato citato in numerosi media, tra cui il romanzo Dannazione di Chuck Palahniuk, programmi televisivi come Ted Lasso, I Simpson, South Park, The Venture Bros., I Griffin, Supernatural, Bob's Burgers e Lost, nei film Deadpool e Ricky Bobby - La storia di un uomo che sapeva contare fino a uno.

## Adattamento cinematografico
Il 28 aprile 2023 è uscito un film tratto dal romanzo; ha ottenuto un ampio successo da parte di critica e del pubblico e Judy Blume, che è stata una delle produttrici del film, lo ha definito migliore del libro.